# MPC Münchmeyer Petersen & Co.
MPC Münchmeyer Petersen & Co. GmbH mit Sitz in Hamburg ist eine familiengeführte Unternehmensgruppe mit den Geschäftsbereichen Kapitalanlagen, Schiffbau und Schifffahrt, Gebrauchsgüter und Maschinen sowie Konsumgüter. Die Gesellschafter sind Axel Schroeder und seine Söhne John Benjamin Schroeder und Axel Schroeder.

## Geschichte
Die Geschichte des Unternehmens geht auf das Jahr 1850 zurück, als das Handelshaus Münchmeyer, Reimers & Nölting gegründet wurde. Die Nachfolgegesellschaft wurde 1972 mit der R. Petersen & Co. zu MPC Münchmeyer Petersen & Co. fusioniert.

## Geschäftsbereiche

### Schiffbau und Schifffahrt
Im Bereich Schiffbau und Schifffahrt bietet MPC Münchmeyer Petersen Marine die Lieferung und Finanzierung von Materialpaketen für internationale Werften und Schiffbauvorhaben sowie damit verbundene Ingenieurleistungen an. Das Unternehmen kooperiert mit Werften in führenden Schiffbaunationen, aber auch in zahlreichen Schiffbau-Schwellenländern. 1999 wurde die MPC Münchmeyer Petersen Steamship gegründet, die die Reedereiaktivitäten der MPC-Gruppe verfolgt. Zum 1. April 2014 übernahm MPC mit Thien & Heyenga die Reederei Ahrenkiel mit Sitz in Hamburg. Der Betrieb der drei Unternehmen wird unter dem neuen Namen Ahrenkiel Steamship zusammengeführt.

### Kapitalanlagen
Im Bereich Kapitalanlagen entwickelt und vertreibt das börsennotierte und zu 25,25 % gehaltene Emissionshaus MPC Capital Kapitalanlagen für vermögende Privatkunden sowie institutionelle Investoren und ist ein bedeutender Akteur im Bereich der geschlossenen Fonds. Lag der Schwerpunkt zunächst in der Initiierung von Schiffsbeteiligungen und Immobilienfonds, entschied sich die Geschäftsführung bereits nach wenigen Jahren für einen deutlichen Ausbau der Produktpalette.

### Rohstoffe und Maschinen
Das Handelsgeschäft im Bereich Rohstoffe und Maschinen wird von der Coutinho Caro + Co International Trading GmbH (CCC International) sowie einem ausgedehnten Netz von Beteiligungsgesellschaften wahrgenommen. Neben dem internationalen Handel mit Buntmetall-Halbzeugen liefert und finanziert die CCC International über ihre Beteiligungsgesellschaft CCC Machinery GmbH Maschinen und schlüsselfertige Industrieanlagen sowie Rohre und Rohrprodukte. Zum 1. Januar 2008 wurden die weltweiten Stahlhandelsaktivitäten der CCC International und der Ferrostaal AG, Essen, unter der Firmierung Coutinho & Ferrostaal GmbH zusammengeführt. Hierdurch ist ein führendes, internationales Stahlhandelsunternehmen entstanden.

### Verbraucherprodukte
Im Bereich Verbraucherprodukte bündelt die Siemssen & Co. GmbH als Zwischenholding die Dienstleistungs- und Handelsaktivitäten der MPC-Gruppe im Produktbereich Textilien.

## Ferrostaal
Im November 2011 erwarb MPC Industries, eine Schwestergesellschaft, die von den Inhabern von MPC gemeinsam mit einer Investorengruppe um die Commodore Contracting Co. aus Abu Dhabi (die einen Minderheitsanteil hält) gehalten wird, die Ferrostaal-Gruppe von MAN für insgesamt 160 Mio. €.